# Friedrich Kaiser Depel
Friedrich Kaiser Depel (Dülmen, 24 maggio 1903 – Lima, 26 settembre 1993) è stato un vescovo cattolico tedesco, missionario del Sacro Cuore in Perù, fondatore delle Missionarie di Gesù Verbo e Vittima.

## Biografia
Abbracciò la vita religiosa tra i Missionari del Sacro Cuore di Gesù ed emise la sua professione religiosa il 30 settembre 1927. Fu ordinato prete il 26 marzo 1932.
Lavorò inizialmente nelle varie case della sua congregazione in Germania e nel 1939 si recò come missionario in Perù, dove il suo istituto stava cercando di penetrare nella regione andina. Fu superiore della comunità di Lima dal 21 aprile 1957 e il 21 novembre 1957 fu nominato prelato nullius della neo-eretta prelatura di Caravelí.
Fu eletto vescovo titolare di Berrea il 29 ottobre 1963 e consacrato il 7 dicembre successivo.
Per aiutare i missionari, specialmente nell'insegnamento e nella catechesi, fondò la congregazione delle Missionarie di Gesù Verbo e Vittima.
Il 26 maggio 1971 ottenne dalla Santa Sede di essere sollevato dalla carica di prelato nullius.

## Genealogia episcopale
La genealogia episcopale è:
- Cardinale Scipione Rebiba
- Cardinale Giulio Antonio Santori
- Cardinale Girolamo Bernerio, O.P.
- Arcivescovo Galeazzo Sanvitale
- Cardinale Ludovico Ludovisi
- Cardinale Luigi Caetani
- Cardinale Ulderico Carpegna
- Cardinale Paluzzo Paluzzi Altieri degli Albertoni
- Papa Benedetto XIII
- Papa Benedetto XIV
- Papa Clemente XIII
- Cardinale Marcantonio Colonna
- Cardinale Giacinto Sigismondo Gerdil, B.
- Cardinale Giulio Maria della Somaglia
- Cardinale Carlo Odescalchi, S.I.
- Cardinale Costantino Patrizi Naro
- Cardinale Lucido Maria Parocchi
- Papa Pio X
- Cardinale Gaetano De Lai
- Cardinale Raffaele Carlo Rossi, O.C.D.
- Cardinale Amleto Giovanni Cicognani
- Cardinale Aloysius Joseph Muench
- Vescovo Matthias Wehr
- Cardinale Joseph Höffner
- Vescovo Friedrich Kaiser Depel, M.S.C.